# Керченский район
Ке́рченский райо́н (укр. Керченський район, крымскотат. Keriç rayonı, Керич районы) — административно-территориальная единица Автономной Республики Крым Украины, а также бывший район Крымской АССР, существовавший в 1920-х годах.
Располагался на Керченском полуострове, занимая, на первом этапе, восточную часть полуострова, затем — территории Ленинского района (без некоторых западных сёл на Акмонайском перешейке) и Керченского горсовета, (статус города Керчи пока точно не установлен — по доступным сведениям, в состав района город не входил).

## История
Постановлением Крымревкома № 206 «Об изменении административных границ» от 8 января 1921 года была упразднена волостная система и из Феодосийского уезда был выделен Керченский (степной) уезд, в котором, в примерных границах бывшей Сарайминской волости был образован Керченский район. На основании постановления ВЦИК РСФСР в 1923 году в Крыму (после ликвидации округов) были утверждены 15 районов, по итогам которого в состав Керченского района был включён Петровский район. Район был упразднён (преобразован) 15 сентября 1931 года в Ленинский.
12 мая 2016 года парламент Украины, не признающей осуществлённую в 2014 году аннексию Крыма Россией, принял постановление о переименовании Ленинского района в Едикуйский, в соответствии с законами о декоммунизации, а 17 июля 2020 года постановил объединить район и соседний Керченский горсовет в Керченский район, однако оба решения не вступали в силу до «возвращения Крыма под общую юрисдикцию Украины». 9 сентября 2023 года, несмотря на отсутствие контроля над полуостровом, вступили в силу поправки, которые ввели в действие данное постановление в отношении Крыма.

## Административное устройство

### 1923—1931
Согласно Списку населённых пунктов Крымской АССР по Всесоюзной переписи 17 декабря 1926 года, в состав района входили следующие населённые пункты:
| - Агибель - Аджи-Бай - Аджи-Менды - Аджи-Мушкай - Аджи-Эли - Адык - Айман-Кую - Акташ - Аргин - Аргин-Тобечик - Арпач - Артезиан - Аскар-Бешуй - Атан-Алчин - Бабик - Бабчик Большой - Бабчик Малый - Баксы - Баш-Аул Новый - Баш-Аул Старый - Башбек - Баш-Киргиз - Бештарым (немецкий) - Бештарым (татарский) - Бикеч (или Учкую-Бикеч) - Васильевка - Глейки - Джав-Тобе - Джайлав - Джайлав-Акташ - Джанкой - Джанкой-Джанбат - Джарджава - Джепар-Берды - Джепар Большой - Джепар Малый - Джермай-Кашик - Дюрмень - Еникале - Жуковка | - Заморск - Ильгери-Кипчак - Казантип-Коса - Казантип (русский) - Казантип (татарский) - Камыш-Бурун - Капканы - Каракуи - Каралар - Кара-Седжеут - Карач - Кармыш-Келечи - Карсан - Кары - Касьян - Катерлез - Каялы-Сарт - Кезы - Кенегез - совхоз Кенегез - Керлеут - Кыз-Аул - Кир-Кояш - Китень (русский) - Китень (татарский) - Коджалар (русский) - Коджалар (татарский) - Коджанки - Кол-Алчин - Конрат - Конрома - Кончек - Коп-Кипчак - Коп-Такил - Корпе - Кочегень Верхний - Кочегень Нижний - Кош-Кую - Кояш-Новый - Культобе | - Ленинская Скала - Ленинское - Ляховка - Мама (русская) - Мама (татарская) - Мамат - Мангит - совхоз Мариенталь - Марфовка - Марьевка - Маяк-Салын - Мисир - Ново-Александровка - Ново-Ивановка - Ново-Михайловка - Ново-Николаевка - Новосёловка (или Ново-Шебетеевка) - Новый Свет - Обекчи-Корса - Ойсул - Опасное - Опук - Орта-Эли (или Ортель) - Осовины - Остабань - Павловка - Палопан - Паша-Салын - Пиялы-Сарай - Подмаячный - Сабике - Сараймин - Сарылар - Сеит-Эли - Семь Колодезей - Скасиев Фонтан - Солдатская Слободка - Старый Карантин - Суин-Эли - Султановка | - Сундуково - Сююрташ - Тайгуч - Тархан - Тархан Старый - Таш-Алчин (русский) - Таш-Алчин (татарский) - Ташлыяр - Темеш-Наримановка - Тобечик - Туркмен - Узун-Аяк (болгарский) - Узун-Аяк (русский) - Узунлар - Фонтан - Харджи-Бие - Чалтемир - Чегене - Чегерчи - совхоз Чистополье (он же Ильинка, или Дере-Салын) - Чокул (русский) - Чокул (татарский) - Чоларчик - Чонгелек (русский) - Чонгелек (татарский) - Чорелек - Чукур-Кояш (русский) - Чукур-Кояш (татарский) - Чумаш-Такил - Чурбаш (русский) - Чурбаш (татарский) - Шеих-Асан - Элькеджи-Эли - Эльтегень - Юргаков-Кут - Яныш-Такил |

Кроме того, в состав района входили хутора Багерова Скала, хутор Мельниковых (он же Джайлав), Кашик, Экитав, хутор Гончаров, Наташенко (Либкнехтовского сельсовета), Ново-Украинка, Червонный. Там же числились Эльтегеньский рудник, Ортельские и Чокракские соляные промыслы, Тобечик Озеро, железнодорожные станции Багерово, Ойсул (ныне станция Останино), Салын (ныне станция Чистополье), Семь Колодезей, разъезд Ташлыяр (ныне станция Пресноводная) (на 59 км) и 9 маяков — всего 219 населённых пунктов.
Население района составило 39961 человек. В национальном отношении было учтено:

### С 2023
В состав района вошли все городские, поселковые и сельские советы административно-территориальных единиц, попавших в границы района. Планируется образование временных территориальных общин с военными администрациями в их главе.

## Население
На 1 октября 1931 года население составило 30300 человек в 195 населённых пунктах.